# Big Giant Circles
Big Giant Circles (род. 27 июля 1981, Ноксвилл, Теннеси) — псевдоним американского композитора Джимми Хинсона. Начав карьеру с создания ремиксов и аранжировок саундтреков видеоигр для OverClocked ReMix на любительском уровне, Хинсон стал профессиональным композитором в игровой индустрии. Он принимал участие в создании саундтреков для Borderlands 2, Threes, There Came an Echo, Super Street Fighter II Turbo HD Remix, Call of Duty: Black Ops II и Mass Effect 2 (в последних двух — под руководством основного композитора Джека Уолла). Mass Effect 2 была номинирована на премию BAFTA за лучший оригинальный саундтрек.
Хинсон как независимый музыкант также сочиняет музыку в жанре чиптюн. Его дебютный альбом — Impostor Nostalgia — был выпущен на Bandcamp 12 сентября 2011 года. Композитор написал саундтреки для нескольких инди-игр, включая Pocket Mine и Extreme Roadtrip 2; его работы опубликованы на OverClocked ReMix. Хинсон получил хвалебные отзывы за свой стиль от C418 (композитора Minecraft), Дэниэла Флойда из Extra Credits, Энтони и Эшли Бёрч из Hey Ash, Whatcha Playin'?; похвалу от Дэнни Барановски (композитора Super Meat Boy и The Binding of Isaac); положительное освещение в Kotaku и GameTrailers. 14 марта 2012 года Big Giant Circles выпустил альбом Legacy, состоящий из треков, написанных для Mass Effect 2, но по каким-либо причинам не использованных в игре. На Bandcamp также опубликованы другие альбомы, включающие написанные Хинсоном саундтреки для компьютерных игр.
Второй независимый альбом Хинсона получил название The Glory Days и был выпущен 14 февраля 2014 года после финансирования на краудфандинговом сайте Kickstarter, в ходе которого вместо заданных $5000 было собрано $62 778. Ремиксовый альбом The Glory Days Remixed, вышедший 27 августа 2014 года, содержит музыку Disasterpeace (композитора Fez), Остина Уинтори (композитора Journey), C418, Дэнни Барановски и других.

## Биография
Джимми Хинсон родился в Ноксвилле 27 августа 1981 года, в настоящее время проживает в Далласе, штат Техас. Его псевдоним берёт начало из случая в детстве, когда Хинсон с другом, пересекая автомобильную стоянку, увидели человека, катившего пончики по снегу; один из приятелей сравнил их с «большими гигантскими кругами» (англ. big giant circles). Помимо работы над звуковым сопровождением видеоигр, Big Giant Circles сочинял музыку для фильмов, радиостанций и телеканалов, таких как FOX Sports, HGTV, DIY, Animal Planet и других.